# Йона (река)
Вижте пояснителната страница за други значения на Йона.
Йона (на френски: Yonne) е река в Централна Франция (департаменти Ниевър, Йон и Сена и Марна), ляв приток на Сена. Дължина 293 km, площ на водосборния басейн 10 887 km².

## Географска характеристика
Река Йона води началото си на 715 m н.в., от южното подножие на връх Руа (901 m, най-високата точка на масива Морван, в източната част на департамента Ниевър. По цялото си протежение има посока север-северозапад. В горното и част от средното си течение, до град Оксер (департамента Йон) тече в сравнително тясна, но плитка долина. След това навлиза в югоизточната част на хълмистата равнина Парижки басейн и тече в широка и плитка долина със спокойно и бавно течение. Влива се отляво в река Сена, на 48 m н.в., в чертите на град Монтро фот Йон, в южната част на департамента Сена и Марна.
Водосборният басейн на Йона обхваща площ от 10 887 km², което представлява 13,84% от водосборния басейн на Сена. Речната ѝ мрежа е едностранно развита с по-дълги и пълноводни десни притоци и почти отсъстващи десни. На запад и изток водосборният басейн на Йона граничи с водосборните басейни на река Луен и други по-малки леви притоци на Сена, на югоизток – с водосборния басейн на река Рона (от басейна на Средиземно море), а на юг и югозапад – с водосборния басейн на река Лоара (от басейна на Атлантическия океан).
Основни притоци:
- леви – Беврон (41 km, 264 km²);
- десни – Кюр (112 km, 1311 km²), Серен (188 km, 1119 km²), Армансон (202 km, 3077 km²), Ван (59 km, 990 km²).[2]

Река Йона има смесено снежно-дъждовно подхранване с ясно изразено зимно пълноводие, когато нивото на водата се покачва с 2 – 3 m. Среден годишен отток в устието 105 m³/sec, максимален 1000 – 1300 m³/sec

## Стопанско значение, селища
Йона има важно транспортно и хидроенергийно значение за Франция. Чрез система от шлюзове реката е плавателна на 108 km от устието си. Изградени са два плавателни канала, които свързват река Йона с река Лоара чрез канала „Ниверне“ и река Сона (от басейна на Рона) чрез „Бургундския канал“. В горното течение е съоръжен язовирът „Панесьор Шомар“ с ВЕЦ в основата на преградната му стена.
Долината на реката е гъсто заселена, като най-големите селища са градовете: Шато Шинон, Корбини и Кламси (департамент Ниевър), Оксер, Ла Рош Мижен, Жуани, Сен Жюлиен дю Со, Вилньов, Санс и Пон (департамент Йон), Монтро фот Йон (департамент Сена и Марна).